# Tear drops (曲)
「tear drops」（ティアー・ドロップス）は、日本の音楽グループ・Caos Caos Caosのシングル。2011年2月23日にGIZA studio
から発売された。

## 解説
白石乃梨を中心に結成された音楽グループ・Caos Caos Caosのデビューシングル。表題曲「tear drops」は、ytv系アニメ「名探偵コナン」のオープニングテーマになっており、同アニメのオープニングアニメーションでは、アニメ柄になった白石がダンスを披露している。カップリングの「Good-bye Memories」は、新堂冬樹原作映画『不倫純愛』の主題歌として採用された。

## 収録曲
（全作詞：白石乃梨、作曲：大野愛果）
1. tear drops [4:07]
編曲：葉山たけし
2. Good-bye Memories [4:12]
編曲：徳永暁人
3. tear drops -Instrumental-

## 発売日一覧
| 地域 | 情報          | 規格                 |
| ---- | ------------- | -------------------- |
| 日本 | 2011年1月5日  | 着信音               |
| 日本 | 2011年2月2日  | 携帯端末向けフル配信 |
| 日本 | 2011年2月23日 | CD                   |

## 収録アルバム
- THE BEST OF DETECTIVE CONAN 4 〜名探偵コナン テーマ曲集4〜 （#1）